# Comté de Montezuma
Le comté de Montezuma (en anglais : Montezuma County) est un des 64 comtés de l'État du Colorado aux États-Unis.
Créé en 1889, le comté est nommé en référence au chef aztèque Moctezuma II, dont on pensait alors que les partisans occupaient la Mesa Verde.
Les municipalités du comté sont Cortez (son siège), Dolores et Mancos.

## Démographie
| Groupe      | Comté de Montezuma | Colorado | États-Unis |
| ----------- | ------------------ | -------- | ---------- |
| Blancs      | 81,1               | 81,3     | 72,4       |
| Amérindiens | 12,3               | 1,1      | 0,9        |
| Autres      | 3,3                | 7,4      | 6,4        |
| Métis       | 2,6                | 3,4      | 2,9        |
| Asiatiques  | 0,5                | 2,8      | 4,8        |
| Noirs       | 0,2                | 4,0      | 12,6       |
| Total       | 100                | 100      | 100        |
|             |                    |          |            |
| Latinos     | 11,0               | 20,6     | 16,7       |

Selon l'American Community Survey, pour la période 2011-2015, 88,03 % de la population âgée de plus de 5 ans déclare parler l'anglais à la maison, 5,01 % déclare parler l'espagnol, 3,77 % le navajo, 0,90 % l'allemand, 1,37 % une autre langue amérindienne (principalement l'o'odham) et 0,93 % une autre langue.
| 1890  | 1900  | 1910  | 1920  | 1930  | 1940   |
| ----- | ----- | ----- | ----- | ----- | ------ |
| 1 529 | 3 058 | 5 029 | 6 260 | 7 798 | 10 463 |

| 1950  | 1960   | 1970   | 1980   | 1990   | 2000   |
| ----- | ------ | ------ | ------ | ------ | ------ |
| 9 991 | 14 024 | 12 952 | 16 510 | 18 762 | 23 830 |

| 2010   | - | - | - | - | - |
| ------ | - | - | - | - | - |
| 25 535 | - | - | - | - | - |

## Images

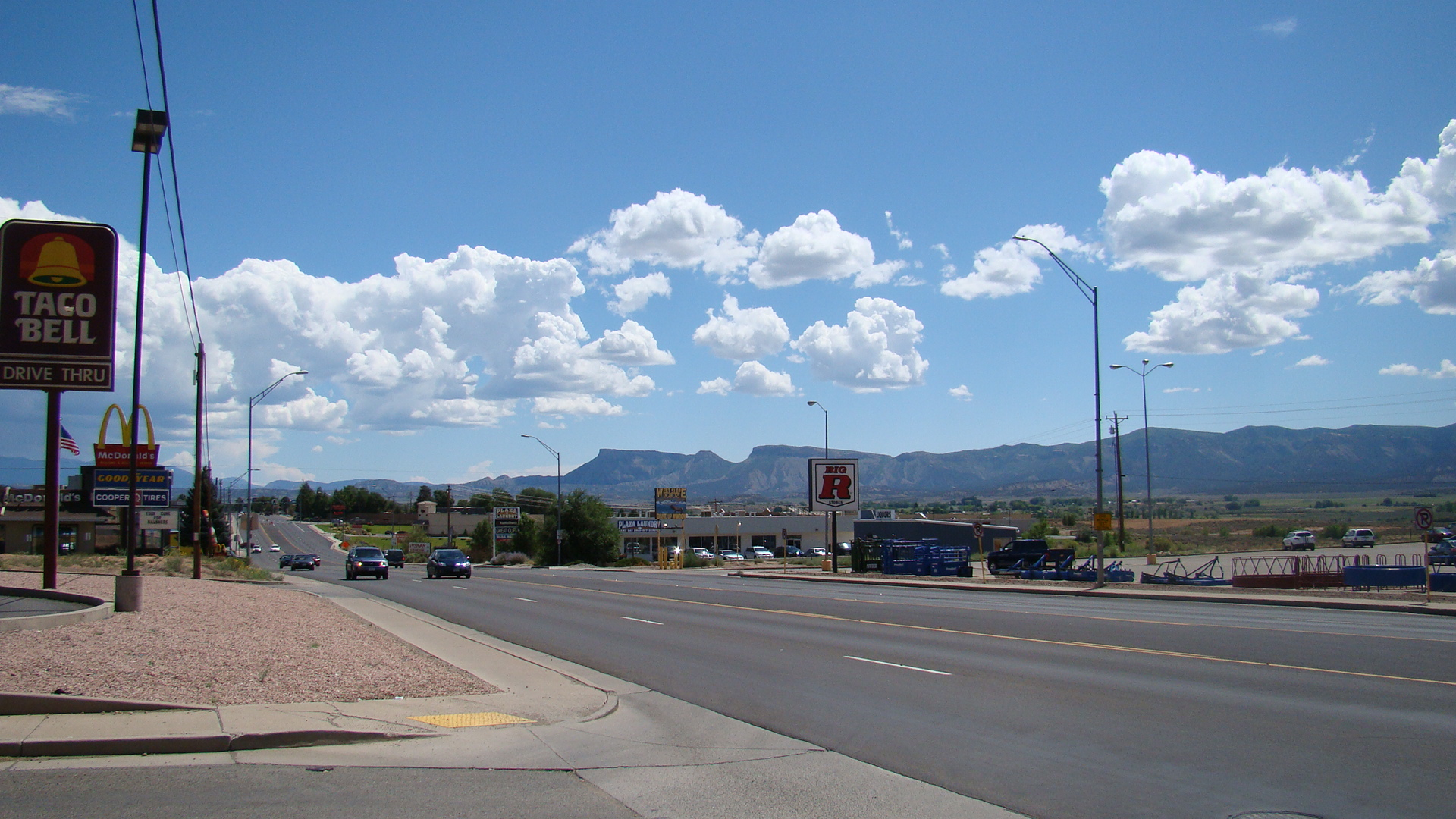
Rue principale de Cortez.
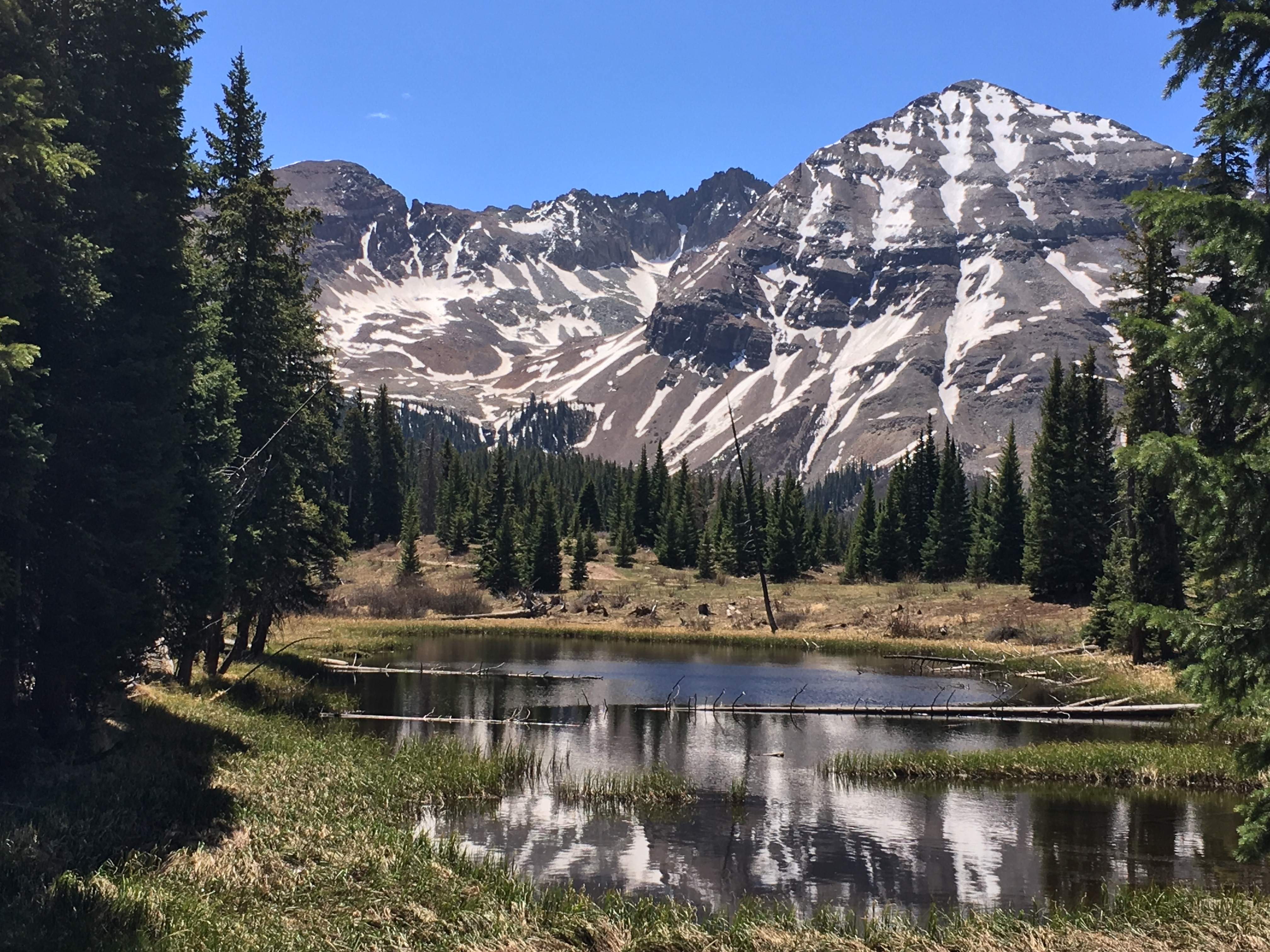
Hesperus Mountain, montagne sacrée des Navajos, apparaissant sur le grand sceau de la nation navajo comme une série de pics noirs.
Le Bauer Bank Block à Mancos.
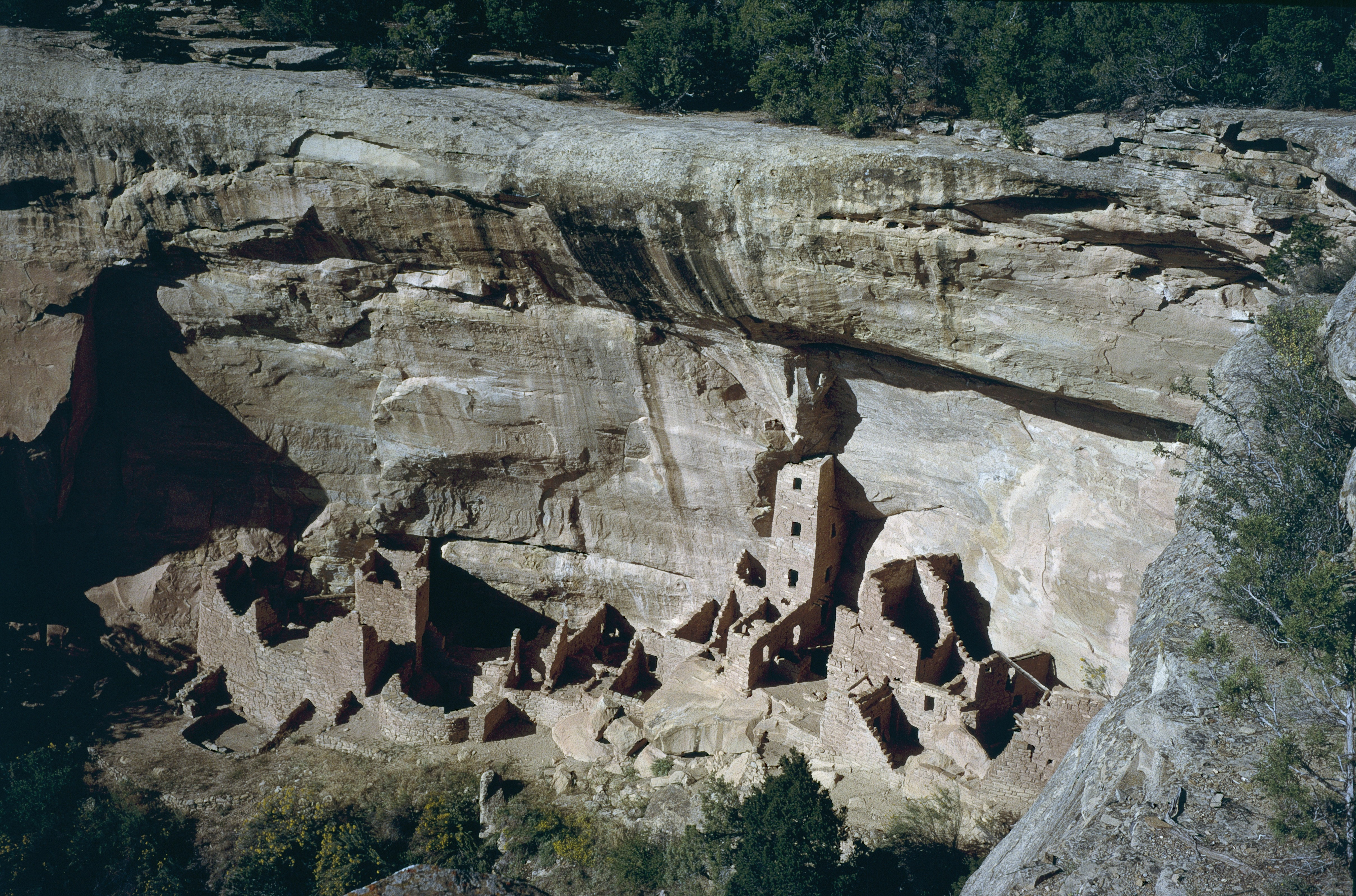
Square Tower House, habitation troglodytique.
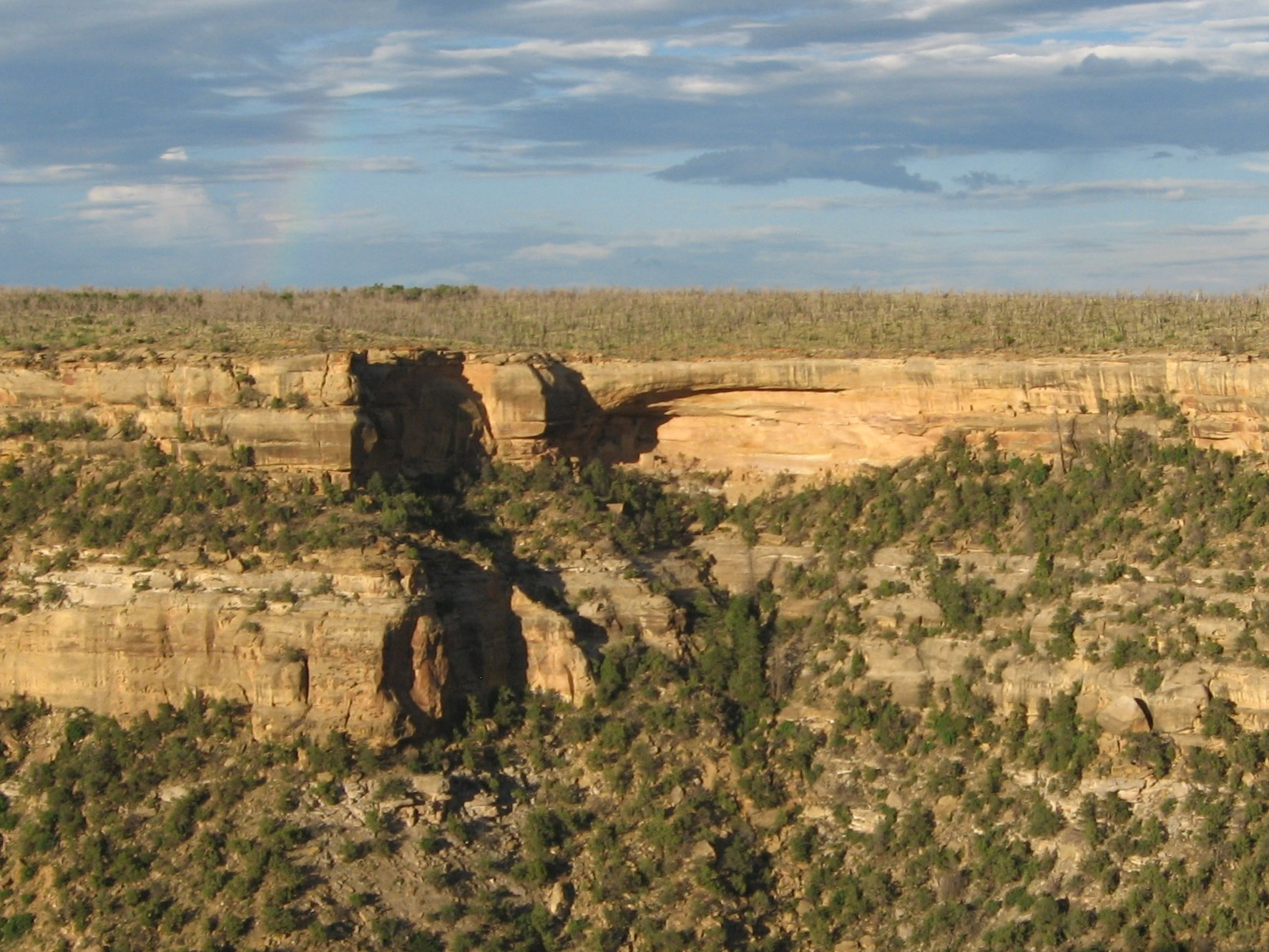
Hemenway House, structure troglodytique.
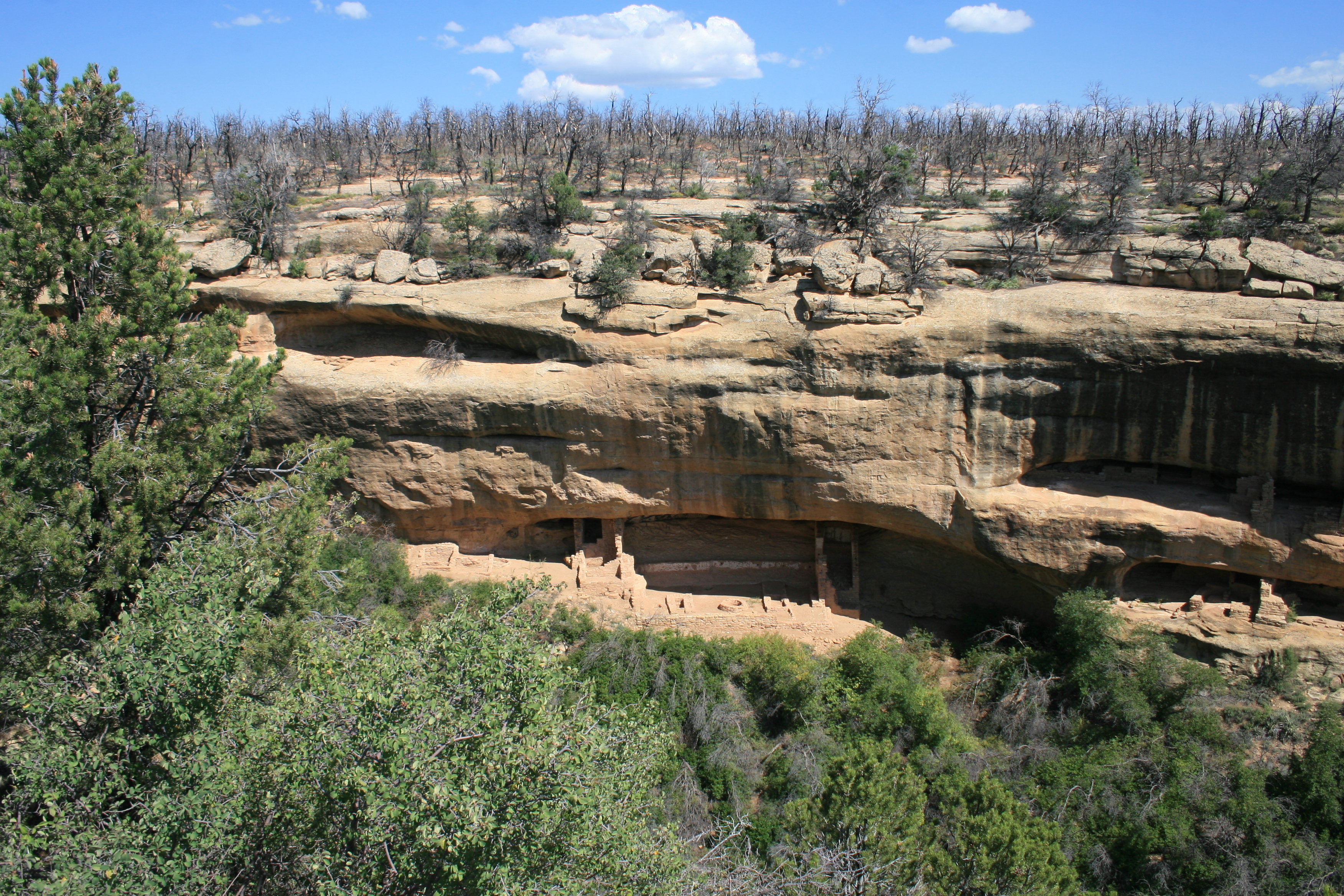
Site archéologique de Fire Temple.
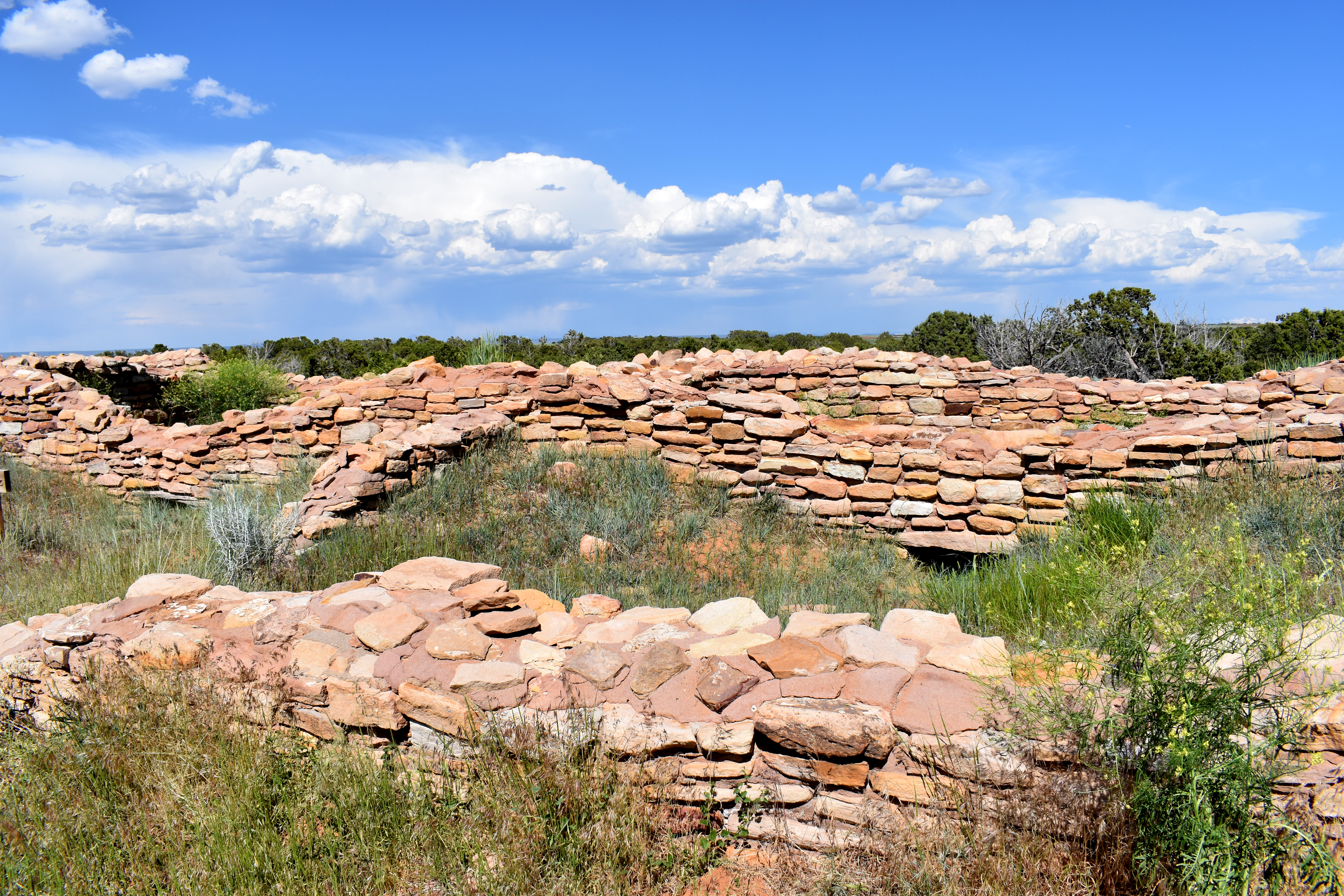
Lowry Pueblo
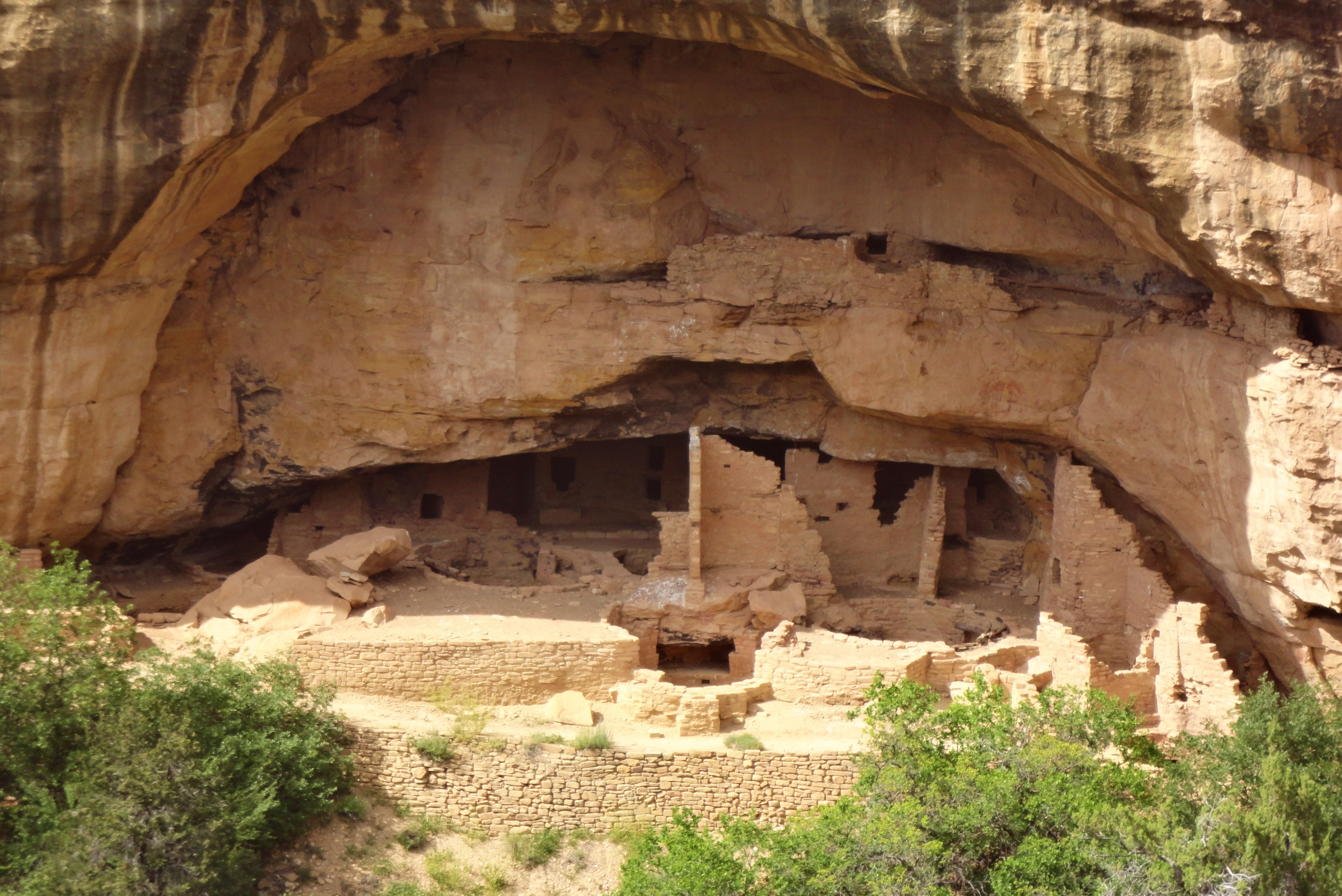
Oak Tree House

## Zones protégées
- Parc national de Mesa Verde
- Sun Point Pueblo